# Морская свинья
Обыкновенная морская свинья (лат. Phocoena phocoena) — животное семейства морские свиньи (Phocoenidae) парвотряда зубатых китов. Средняя длина тела 160 см у самок и 145 см у самцов, средняя масса — 50—60 кг. Окраска верхней половины тела тёмно-серая, но не чёрная, бока светлее, брюхо светло-серое или белое. Количество зубов — от 16 до 30 в верхнем и от 17 до 25 в нижнем ряду.
Выделяют три подвида:
- Phocoena phocoena phocoena — в северной части Атлантического океана, в том числе у берегов России в Балтийском, Белом и Баренцевом морях
- Phocoena phocoena relicta, подвид, имеющий русское название азовка — в Чёрном, Азовском, Мраморном и северной части Эгейского моря
- Phocoena phocoena vomerina — в северной части Тихого океана, в том числе у берегов российского Дальнего Востока

Морская свинья держится небольшими группами, но на крупных косяках рыбы может образовывать стада до тысячи и более голов. Питается в основном придонными видами рыб, зафиксировано погружение на глубину 260 м, полностью из воды не выпрыгивает.
По всему миру насчитывается около 700 000 особей. Это довольно многочисленный вид, но черноморский и балтийский подвиды, внешне и генетически отличающиеся от других морских свиней, находятся под угрозой исчезновения. До 1964 года существовал промысел в Чёрном море, с 1965 года запрещённый. Небольшое количество морских свиней добывают в водах Японии.
В настоящее время основными факторами негативно влияющими на численность морской свиньи являются: неумышленный прилов при добыче рыбы, загрязнение морей и шум, происходящий от интенсивного судоходства, военных учений, поиска полезных ископаемых, подводного строительства и др. (ASCOBANS). В  ноябре 1918 года, в конце Первой мировой войны, бразильцы приняли за немецкие подводные лодки стаю морских свиней, атаковали их и уничтожили.

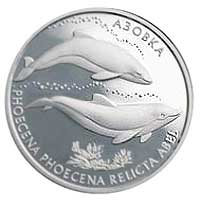
Азовка на монете Украины
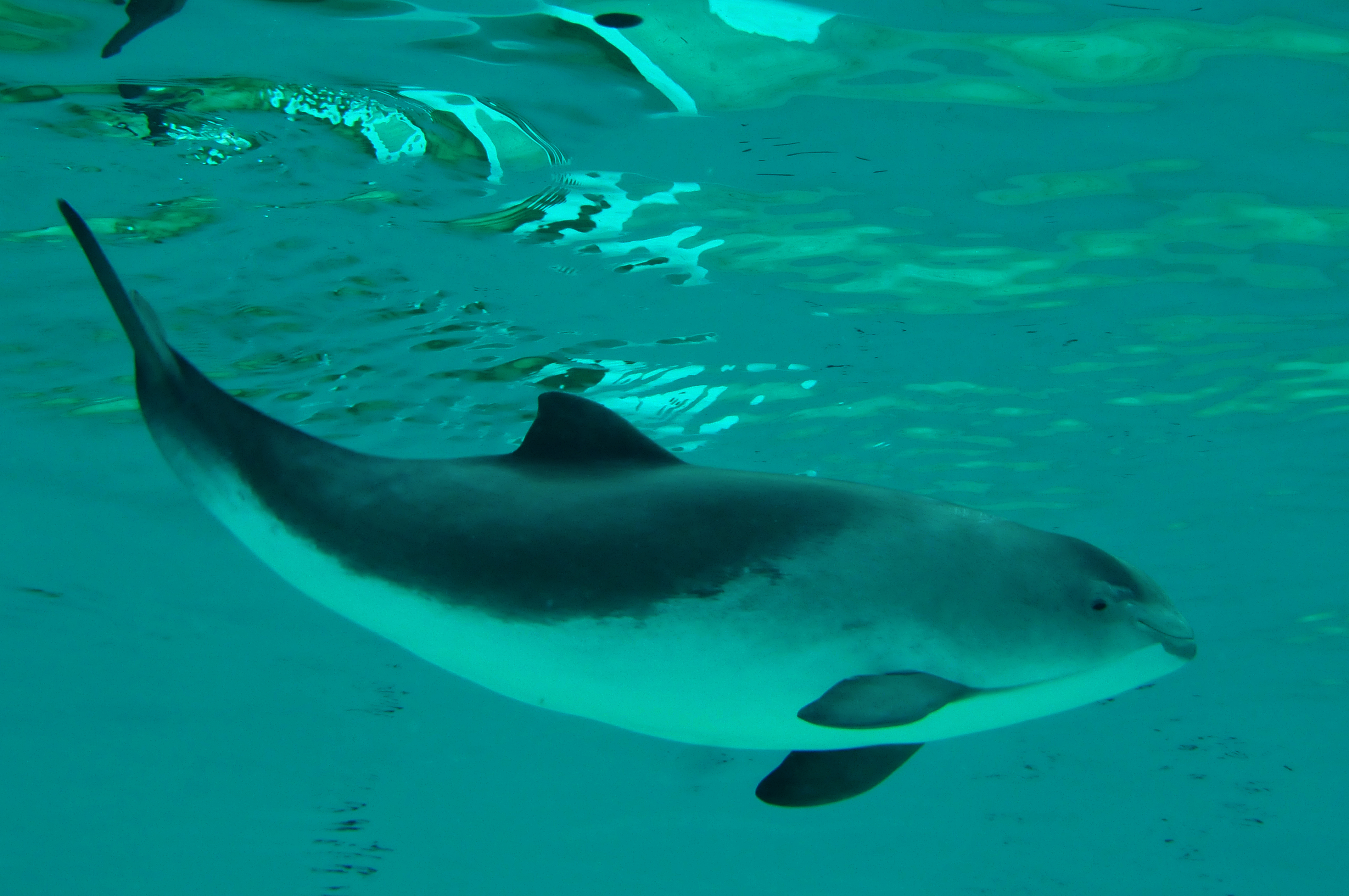
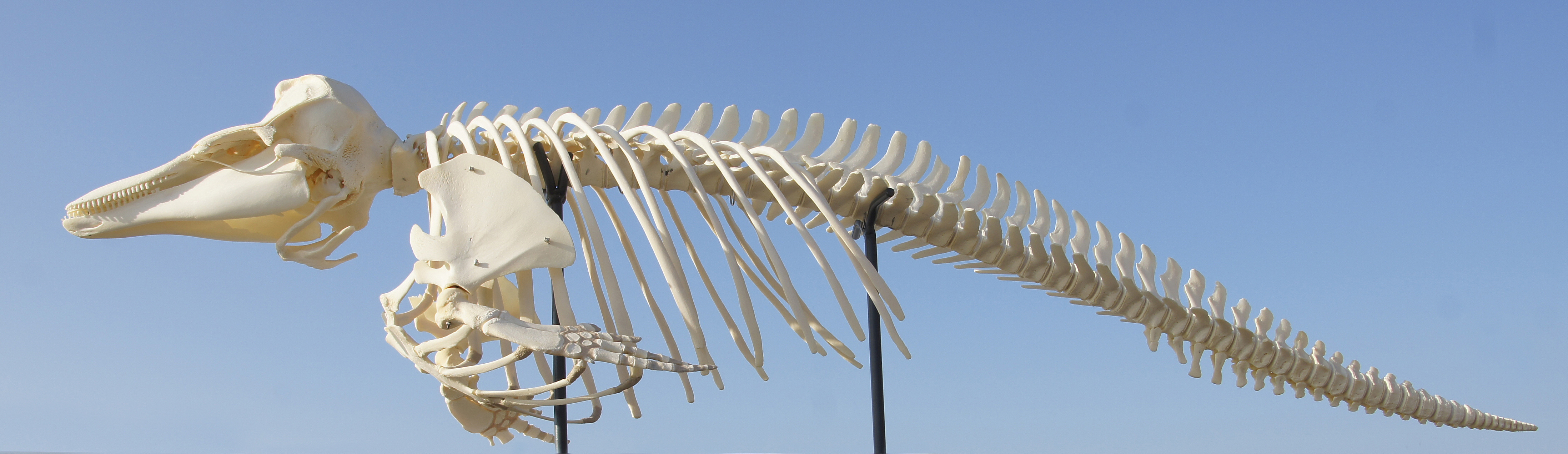
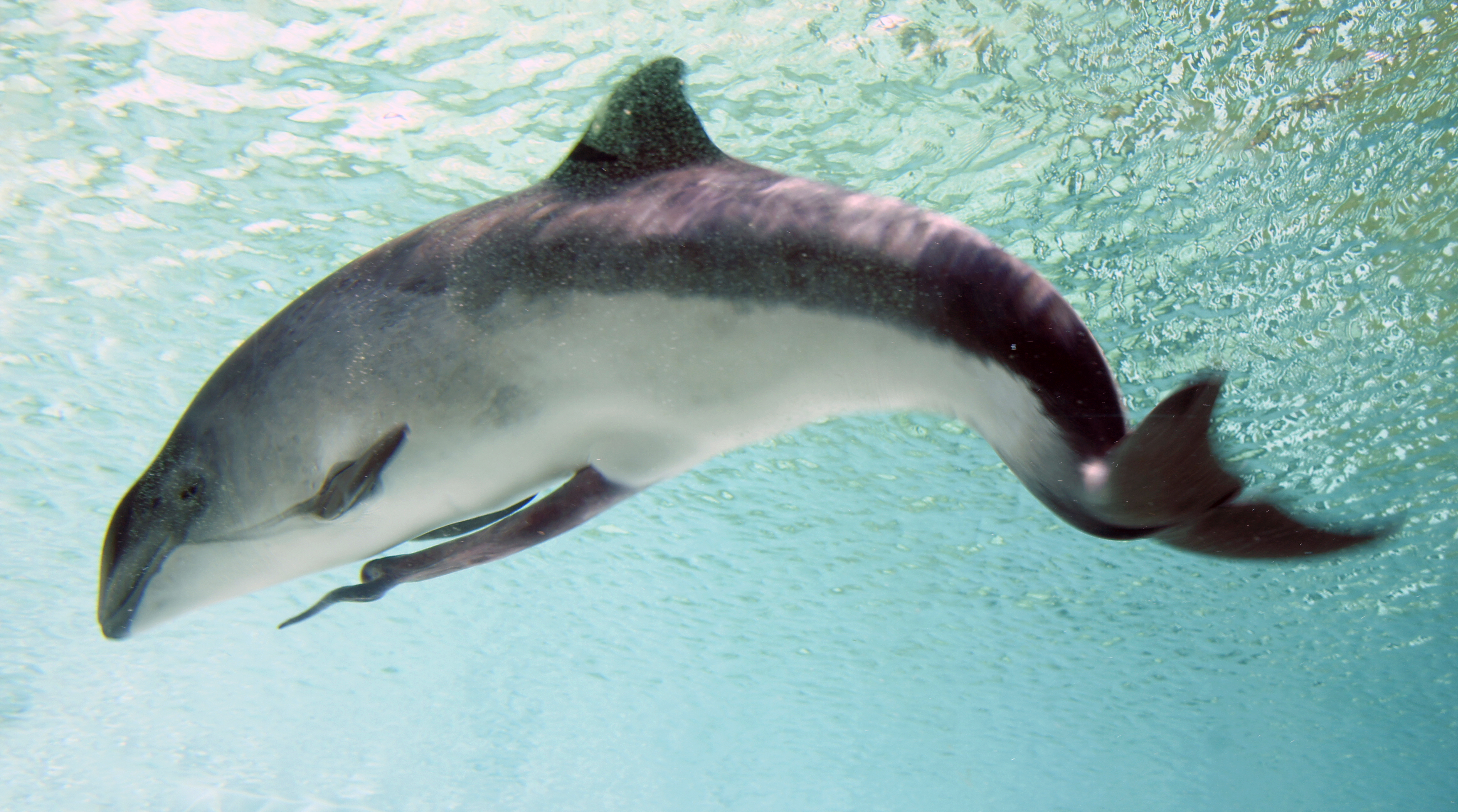

Существуют способы снижения уровня шумового воздействия и прилова, которые позволяют сделать человеческую деятельность менее опасной для морских свиней и других морских млекопитающих. Описание подобных мер по охране морских млекопитающих на английском языке можно найти на сайте Международной китобойной комиссии (IWC).

## Вылов в России
С 2022 года промышленный и прибрежный вылов морских свиней в Российской Федерации под запретом. 